# City State
City State (Borgríki) è un film poliziesco del 2011 del regista Olaf de Fleur.

## Trama
Islanda, giorni nostri. Un immigrato giura vendetta dopo aver perso il suo bambino non ancora nato a causa di un attacco sferrato dal cartello dello spaccio. Così facendo lega il suo destino a quello di una poliziotta dall'animo tormentato, a quello del suo corrotto comandante, ed anche a quello di un boss del crimine che sta perdendo il suo potere, innescando una serie di reazioni a catena dall'esito violento.
È stato il girato il seguito, City State 2 - Il Sangue dei giusti del 2014.